# Koguryo
Pour les monuments du même nom, voir Ensemble des tombes de Koguryo.
37 av. J.-C. – 668 apr. J.-C.
Entités précédentes :
- Période Gojoseon
- Puyŏ et Yemaeks

Entités suivantes :
- Chine Tang
- Silla
- Balhae

Le Koguryo, ou Koguryŏ, (hangeul : 고구려 ; hanja : 高句麗, API : /ko.ɡu.ɾjʌ/, pinyin : Gāogōulí), ou Goguryeo en romanisation révisée, était un royaume coréen ayant existé pendant près de 7 siècles de 37 av. J.-C à 668. Il était situé au nord de la péninsule coréenne, sur un territoire comprenant l'actuelle Corée du Nord, une partie de la Mandchourie ainsi qu'une partie de l'actuel Extrême-Orient russe.
L'existence du Koguryo est attestée durant deux périodes : celle correspondant aux confédérations Samhan qui se constituent au Sud de la péninsule, ainsi que celle dite des Trois Royaumes de Corée — le Koguryo étant l'un de ces trois royaumes, les deux autres royaumes étant Baekje et Silla. Durant cette dernière période, qui s'étend du Ier au VIIe siècle de notre ère, le Koguryo fut le plus étendu des trois royaumes ; il perdura ainsi durant près de sept siècles jusqu'à sa destruction en 668.
Le nom moderne de Corée dérive du nom de ce royaume, mais son fond ethnique est débattu. Si le Koguryo a toujours été considéré comme coréen par les Coréens, ce n'est pas l'avis des Chinois qui lui prêtent une origine chinoise, cela suscitant des débats houleux. Une étude proprement historique et archéologique à ce sujet a été publiée en 2016.

## Koguryo: le terme, localisation, aperçu historique
Le terme « Koguryŏ » : Après le Ve siècle le terme « Koguryŏ » et sa forme condensée « Koryŏ » ou Goryeo (고려; 高麗; [ko.ɾjʌ]) ont été employés indifféremment. Il faut, donc, faire particulièrement attention à ne pas le confondre avec le royaume de Goryeo (918-1392), une confusion qui est malheureusement très courante chez les non-spécialistes.

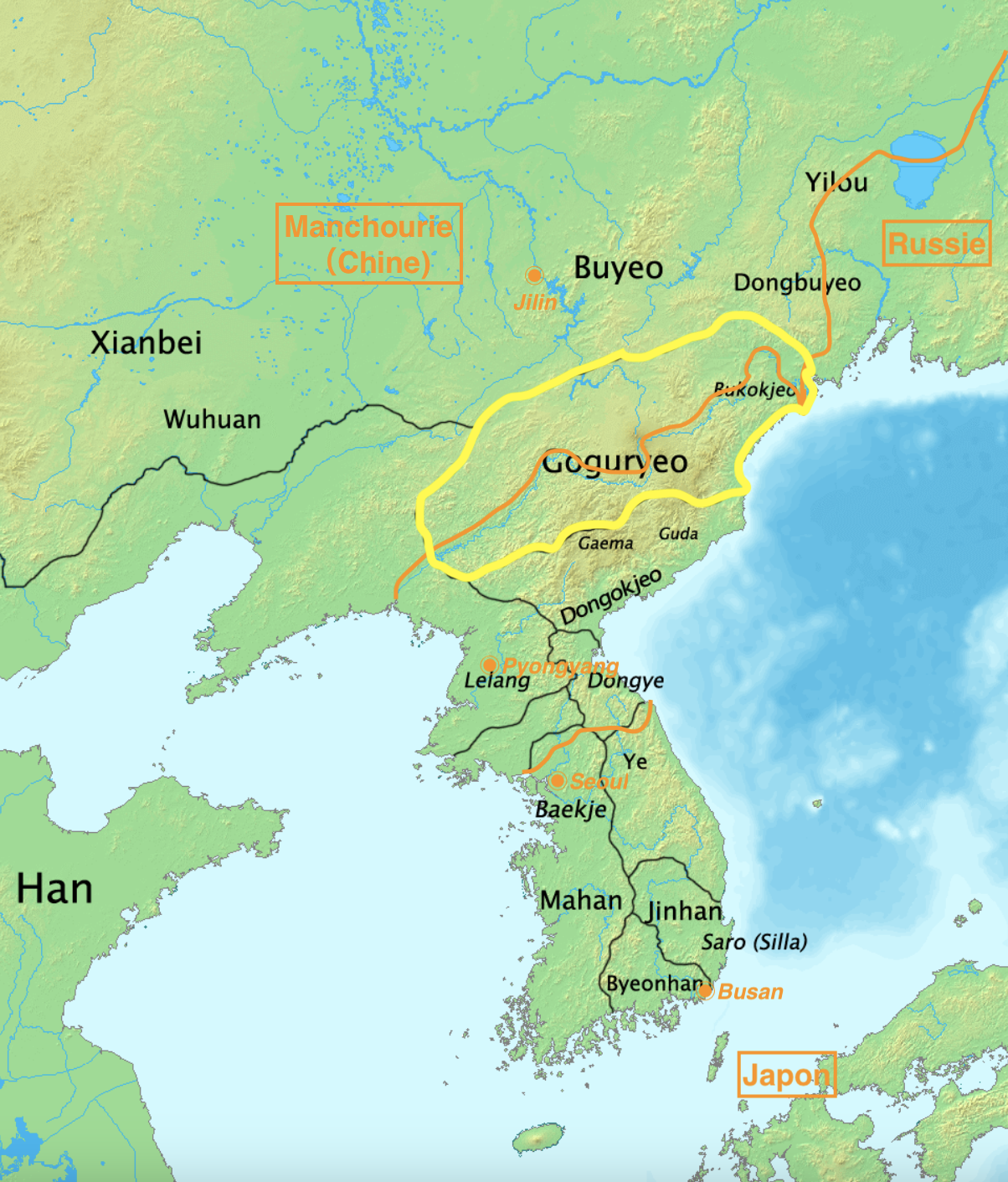
Koguryeo à l'époque Samhan, au début de notre ère, avec les frontières actuelles de la Manchourie (Chine), Russe, Corée du Nord et du Sud.

Cet État est situé au nord de la péninsule coréenne, sur une partie de la Mandchourie, chinoise, et sur l'Extrême-Orient russe. Ce royaume apparaît, au Ier siècle avant notre ère (AEC), sur le cours moyen du fleuve Yalu et de l'un de ses affluents, la rivière Hun (affluent du fleuve Yalou). Aux IVe et Ve siècles avant notre ère cette région est occupée par plusieurs populations. Les chefferies Okcho et des Ye orientaux (Dongye) se partagent le Nord-est. À côté des commanderies chinoises, les tribus Yemaek occupent le Nord-ouest et le Nord. À l'extrême Nord, dans le bassin du Soungari en Mandchourie, le Puyŏ (royaume de Buyeo) était connu des Chinois, dès le IVe siècle AEC, comme une menace. C'est, selon la tradition, une bande d'exilés de ce royaume qui fonde, en -37, le royaume de Koguryŏ dans les bassins du Yalu et du Tongjia, sur le territoire Yemaek.
Au départ fédération frontalière de la Chine, il conquiert peu à peu de vastes territoires en Mandchourie et chasse définitivement les Chinois de Nangnang, la commanderie de Lelang, en 313. L'influence culturelle des Chinois reste toutefois importante, puisque le bouddhisme fut adopté, en 372, comme religion officielle du royaume. À la fin du IVe siècle, ce dernier a donc un territoire immense couvrant la Mandchourie et le nord de la Corée actuelle. À cette époque, l'ancien royaume de Puyŏ, devenu depuis son protégé, tombe sous les attaques Xianbei mais il est finalement absorbé par Koguryŏ au Ve siècle. Ce royaume, tout entier consacré à la guerre du fait de sa position, intègre aussi, au début du Ve siècle, les territoires Ye orientaux (Dongye) et Okcho (Dongokjeo), deux chefferies qui ne s'étaient jamais réellement développées au nord-est de la péninsule.
À la même époque, Paekche détruit Mahan en 369 et occupe les anciens territoires de Pyeonhan. Silla occupe la partie sud-est de la péninsule. Mais en même temps, au Sud, entre Paekche et Silla, la confédération de Gaya leur dispute la suprématie. Ces trois royaumes, Koguryo, Paekche et Silla vont se combattre jusqu'à l'unification de la majeure partie de la péninsule par Silla, dans le dernier tiers du VIIe siècle (vers 668-676).
Koguryŏ a été celui, des trois royaumes, qui a crû le plus vite et de la manière la plus spectaculaire. Devenu rapidement le plus grand des trois, il a eu plusieurs capitales, tout d'abord deux capitales situées actuellement en Chine dont, selon la tradition écrite, Kungnæsŏng sur le fleuve Yalou (ou Amnok), puis Hwando, puis Gungnae (en chinois : Wandu, puis Kungnae) et ensuite, Nangnang (près de l'actuelle Pyongyang). Mais la localisation réelle de la première capitale n'est pas résolue car un conflit oppose sources textuelles et archéologie.

## État des recherches et conflits entre sources textuelles et archéologie
Jusqu'à la publication, en 2016, du tout premier ouvrage universitaire consacré à Koguryo, il n'y avait eu que des recherches partielles et des débats, parfois violents, comme en 2003, lors d'une controverse entre universitaires et politiciens chinois et coréens sur la question de l’origine chinoise ou coréenne de cet État.
D'autre part, il existe de très grandes différences, incompréhensibles (en 2008) entre les informations fournies par les textes et les données recueillies sur le terrain archéologique. Ainsi des fouilles ont eu lieu dans la forteresse du mont Wunu, largement reconnu comme le site de Hulsunggol-song, la première "capitale" de Koguryo. Or, loin d'y découvrir les traces d'une occupation datant des premiers temps du royaume, on n'y a seulement découvert (en dehors de présences lors de la Préhistoire) qu'une première occupation aux IVe et Ve siècles.
De la même façon, la diversité des arguments concernant le déplacement de la capitale à Gungnae (Kungnae), résulte de l'impossibilité de trouver des témoins archéologiques pour donner raison à des documents historiques.

## Histoire évènementielle
L'histoire évènementielle du royaume repose, essentiellement, sur le texte du Samguk Sagi, rédigé en 1145.
Selon le Samguk Sagi, le roi Jumong (dont le nom signifie expert à l'arc, et appelé de manière posthume Dongmyeongseong) fonda, selon la tradition, le royaume en 37 avant l'ère commune (AEC), sur les confins entre la Chine et la Corée. Le peuple de Koguryo est alors une alliance entre des éléments des tribus Puyŏ et Yemaek, occupants précédents de la péninsule dans ces régions.
Le royaume du Koguryo commence à se constituer avant le IIe siècle AEC sous la forme d'une cité fortifiée dans le nord de la péninsule. Après leur expulsion en 75 AEC de la commanderie chinoise qui les dirige (Commanderie de Xuantu), une confédération de chefferies commence à se constituer autour de cinq tribus. Jumong qui dirige l'une d'elles en prend la direction politique en 35 AEC, marquant le début effectif du royaume de Koguryo. De tribu nomade du sud de la Mandchourie, la nouvelle entité migre vers le sud, déplaçant au passage sa capitale de la ville de Jolbon (en) vers Gungnae, sur les berges de la Yalou en 3 EC. Le nouvel État se structure, et connait une phase d'expansion importante lors du règne du roi Taejo le Grand à la fin du Ier siècle ; cette expansion se fait au détriment de terres détenues par d'autres tribus coréennes, mais aussi de la Chine, des raids étant menés au-delà de la rivière Liao.
Son expansion se fait, donc, sur la décrépitude de l'empire Han et l'éclatement de la Chine en de multiples royaumes. La fin du IIe siècle voit le règne de Gogukcheon de Koguryo consolider la structure du royaume. Son administration est réformée pour affirmer son autorité sur l'aristocratie.
En 235, le Koguryo prend contact presque par hasard avec le royaume de Wu, qui propose au roi Dongcheon que les deux royaumes s'allient contre le royaume de Wei et le clan Gongsun. Le clan Gongsun, client du Royaume de Wei, contrôlait la région du Liaodong, qui s'étend entre le Wei et le Koguryo. D'abord tenté, Dongcheon finit par refuser l'alliance et préfère s'entendre avec le Wei contre le clan Gongsun. En 236 il fait tuer les membres d'une ambassade du Wu et envoie leurs têtes aux Wei pour renforcer sa nouvelle alliance. En 238, à la suite d'une ultime trahison des Gongsun, le royaume de Wei envahit le Liaodong. Les Wei conquièrent les commanderies de Lolang et Taibang avec l'aide du Koguryo.
Cette alliance, Koguryo et Wei, est brisée en 242, quand le roi Dongcheon du Koguryo attaque Xi'anping, un district du Liaodong situé à l'embouchure de la rivière Yalu, pour des raisons assez floues. Le Wei riposte en lançant deux expéditions contre le Koguryo, en 244 et 245. Ces expéditions sont dirigées par Guanqiu Jian, l'inspecteur de la province de You(幽州刺史), et son subordonné Wang Qi (王頎), le Grand Administrateur de Xuantu. Ils obligent Dongcheon de Koguryo à fuir et à trouver refuge dans la chefferie d'Okcho. Mais, même si le roi du Koguryo réussit à échapper à la capture à chaque fois, son royaume est dévasté, Hwando, sa capitale, est en ruine et les tribus d'Okcho et des Ye orientaux (Dongye) versent tribut au Wei et non plus au Koguryo, ce qui provoque une grave crise économique au sein du royaume.
Cependant la dynastie régnant sur le royaume de Wei est renversée en 265 par le clan Sima, qui fonde la dynastie Jin. Ce changement dynastique permit au Koguryo de reprendre ses raids au-delà de la rivière Liao. En 313, la commanderie de Lelang est prise par Micheon de Koguryo, ouvrant ainsi la voie à une implantation dans la vallée de la rivière Taedong. Les Chinois sont définitivement chassés de Corée. Le pays est cependant ravagé en 342 par Murong Huang, un chef de guerre Xianbei qui s'est autoproclamé "prince de Yan" et prétend vaguement être un vassal de la dynastie Jin. Par la suite Murong Jun (en), le fils du précédent, s'autoproclame empereur le 4 janvier 353 et fonde le Yan antérieur, qui devient rapidement un voisin hostile du Koguryo. En 346, les tribus Puyŏ sont définitivement absorbées par le royaume de Koguryo.
C'est dans ce contexte trouble que le roi Sosurim de Koguryo entreprend des réformes à la fin du IVe siècle. La pratique du bouddhisme est acceptée dans le pays. Le confucianisme s'impose comme modèle politique, avec la création en 372 d'une institution chargée de former les hauts fonctionnaires, le T'aehak (ko), et l'année suivante un code de lois s'inspirant de cette école de pensée, le yulyŏng, est promulgué. Une réforme militaire est aussi entreprise, préparant la montée en puissance du royaume lors du règne de Kwanggaet'o Wang au tournant des IVe siècle et Ve siècle. Et en 648, l'équivalent chinois du T'aehak, le guoxue, accepte de former des jeunes Coréens. Cependant, le royaume ne se dote pas d'une administration confucéenne (il est le seul des trois royaumes dans ce cas). Mais lors de l'invasion chinoise par les Tang toutes relations furent coupées avec les Chinois pour leur trahison.
En 475, le bassin du fleuve Han est conquis sur Paekche. L'extension maximale du royaume est atteinte sous les règnes de Gwanggaeto le Grand et de son fils Jangsu : ils règnent alors sur la moitié nord de la péninsule coréenne et la Mandchourie jusqu'au fleuve Liao.
Koguryo a eu plusieurs capitales : Kungnae sur le fleuve Yalou, Hwanin (province de Jilin) et Nangnang (à 30 km de l'actuelle Pyongyang). Lors du transfert de la capitale de Hwanin à Nangnang, en 427, de nombreuses tombes royales sont déplacées à proximité de la nouvelle capitale (on en compte une soixantaine).

## Fin de Koguryo et royaumes héritiers
Koguryo fut abattu par l'alliance entre le royaume de Silla et la Chine des Tang en 668. La partie Nord échut aux Chinois, la partie Sud à Silla, et le reste à Balhae (ou Parhae). Celui-ci se posa en successeur de Koguryo dès 698 dans les relations avec le Japon.
Taebong (en) (qui s'appelait d'abord Hu-Koguryo, c'est-à-dire Koguryo postérieur (en) ou Koguryo tardif (royaume né au IXe siècle), revendiqua la succession de Koguryo, revendication poursuivie par le royaume de Koryo, qui prit son nom de Koguryo. Le nom actuel de la Corée vient de ce royaume Koryo.

## Culture

### Céramique
Le nombre des céramiques actuellement conservées étant réduit, on peut néanmoins constater certaines caractéristiques qui se retrouvent souvent : elles sont en général à fond plat et sans décor, le corps du vase pouvant être lustré, par simple frottement et avec l'apport d'une terre naturellement colorée (?), de teinte noire, jaune ou brune.
La plupart des découvertes s'étant faites dans les tombes des IVe et Ve siècles certaines avancées ont été obtenues, mais elles sont actualisées par le travail des archéologues chinois. Les céramiques Koguryo sont grises, noires et blanches, et cuites à haute température. On rencontre des jarres et des urnes à haut col, des bols profonds, des jarres allongées, des jarres à deux anses, des jarres globulaires, des jarres à ouverture droite, d'autres à ouverture évasée, certaines pour la cuisson à la vapeur [(en) steamers], des pots, des bols peu profonds, des coupes, des assiettes et des plats, des tripodes cylindriques, des urinoirs et des fourneaux en céramique. On peut observer l'évolution de la jarre globulaire, quand elle prend des épaulements prononcés, avec une tendance à l'élongation, et en se rétrécissant avec le temps pour arriver à la jarre à haut col et à quatre anses. On rencontre ces dernières avec des fourneaux, des pots et des assiettes. Le style de ces fourneaux est propre à Koguryo.
La céramique à glaçure est sombre, avec deux variétés, brun verdâtre et brun jaunâtre. Comme ces céramiques glaçurées (pots à longs cols, coupes, “cuit-vapeur” en steamers, pots à cuisiner, fourneaux ont été découverts dans les tombes, on en a déduit qu'il s'agissait de produits pour dépôts funéraires. Quatre céladons appartiennent à ce groupe, dans le style des Jin de l'Est (317-420), et avec des embouts de tuile à décor de nuage, etc. ces indices ont permis de dater la tombe de 357. Un pot de "porcelaine" blanche a été découvert dans une autre tombe. Avec d'autres vaisselles de bronze, on a trouvé un chaudron du type propre aux traditions nomades du Nord, à Ji'an et Linjang, dans la province de Jilin.

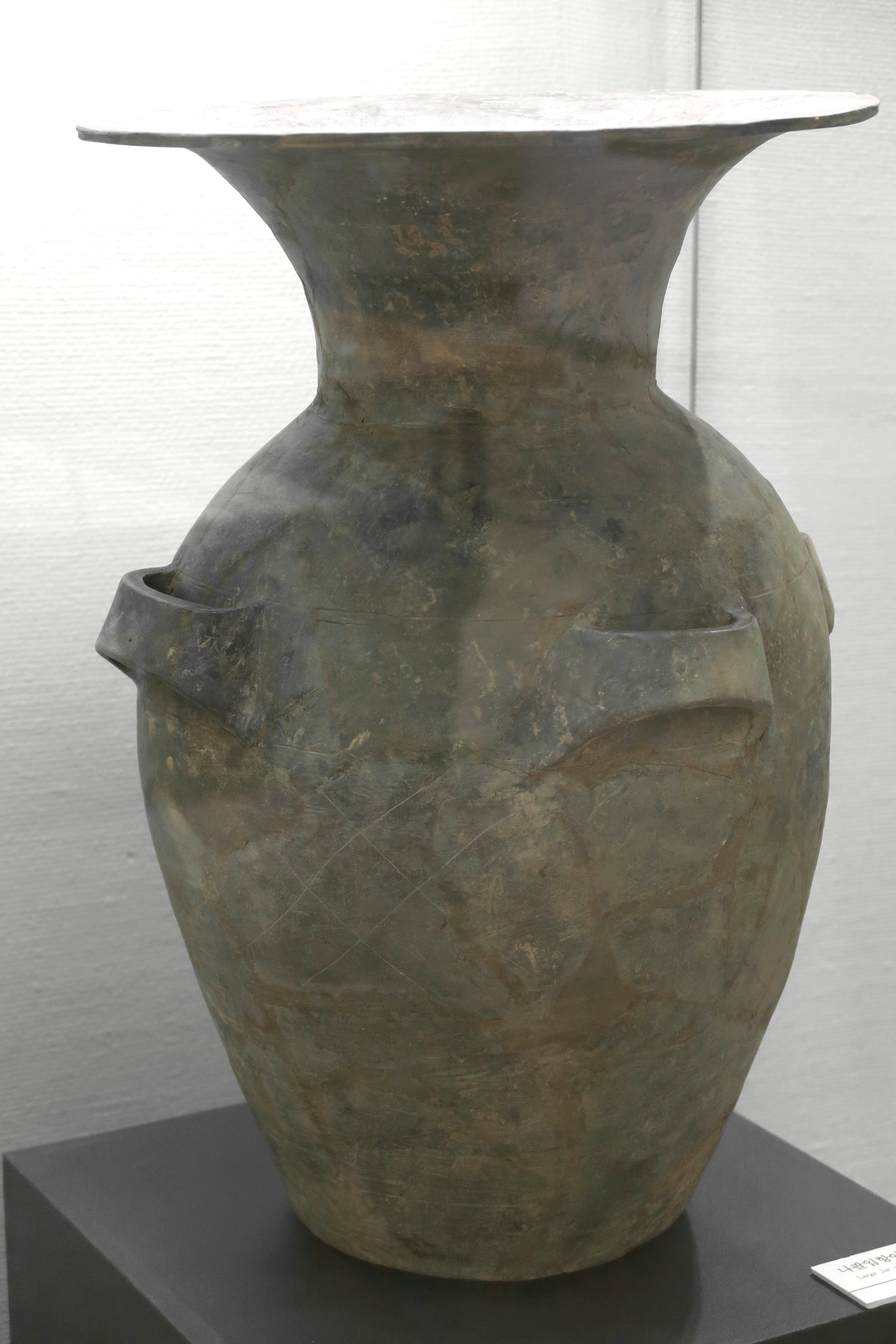
Jarre à large bouche, haut col, 4 anses et quadrillage oblique. Ve siècle. H. 59 cm[23]. Musée de l'Université nationale de Séoul.
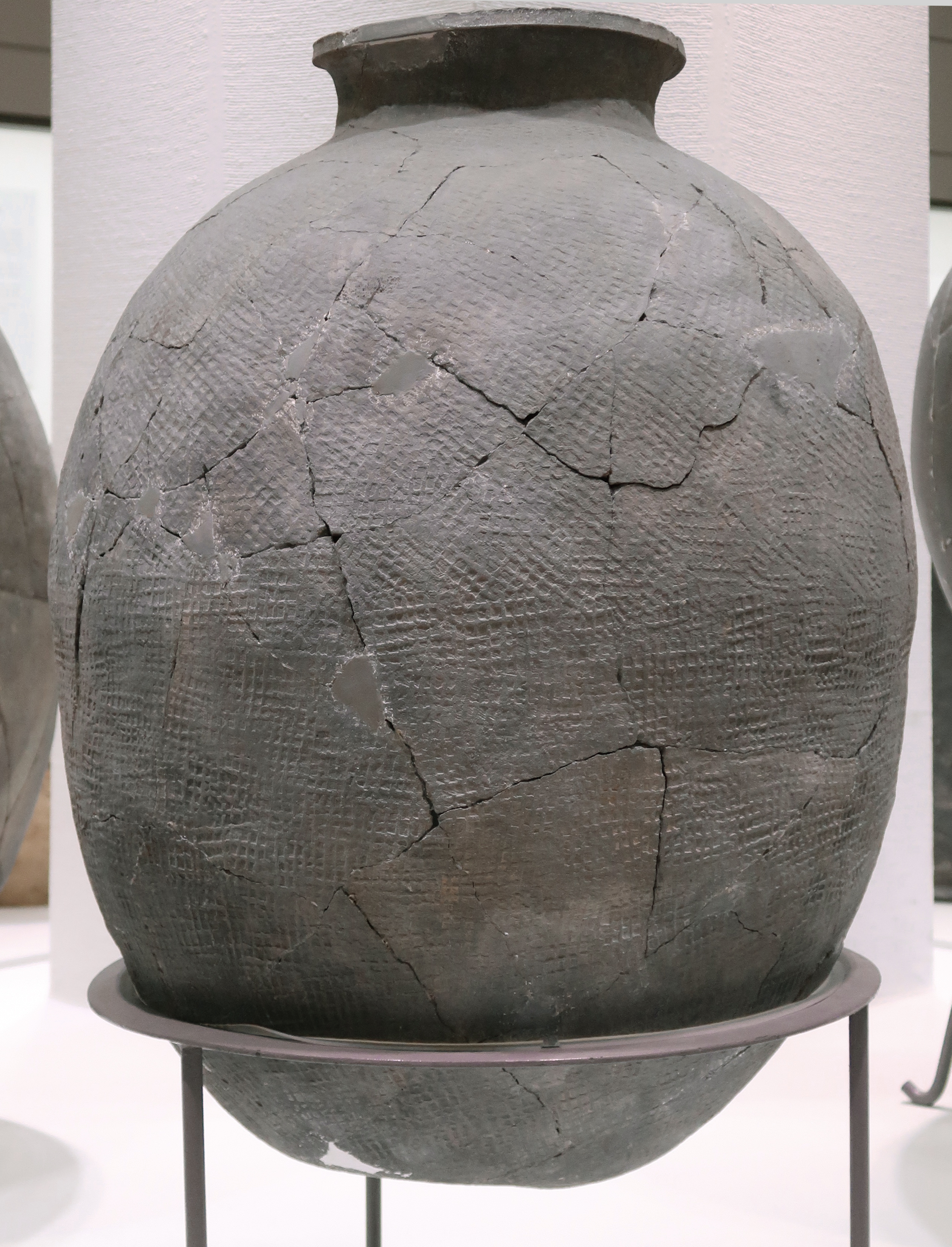
Jarre à décor de filet (?) estampé (en positif). H env 75 cm. Ve siècle[24]. Musée de l'Université nationale de Séoul.
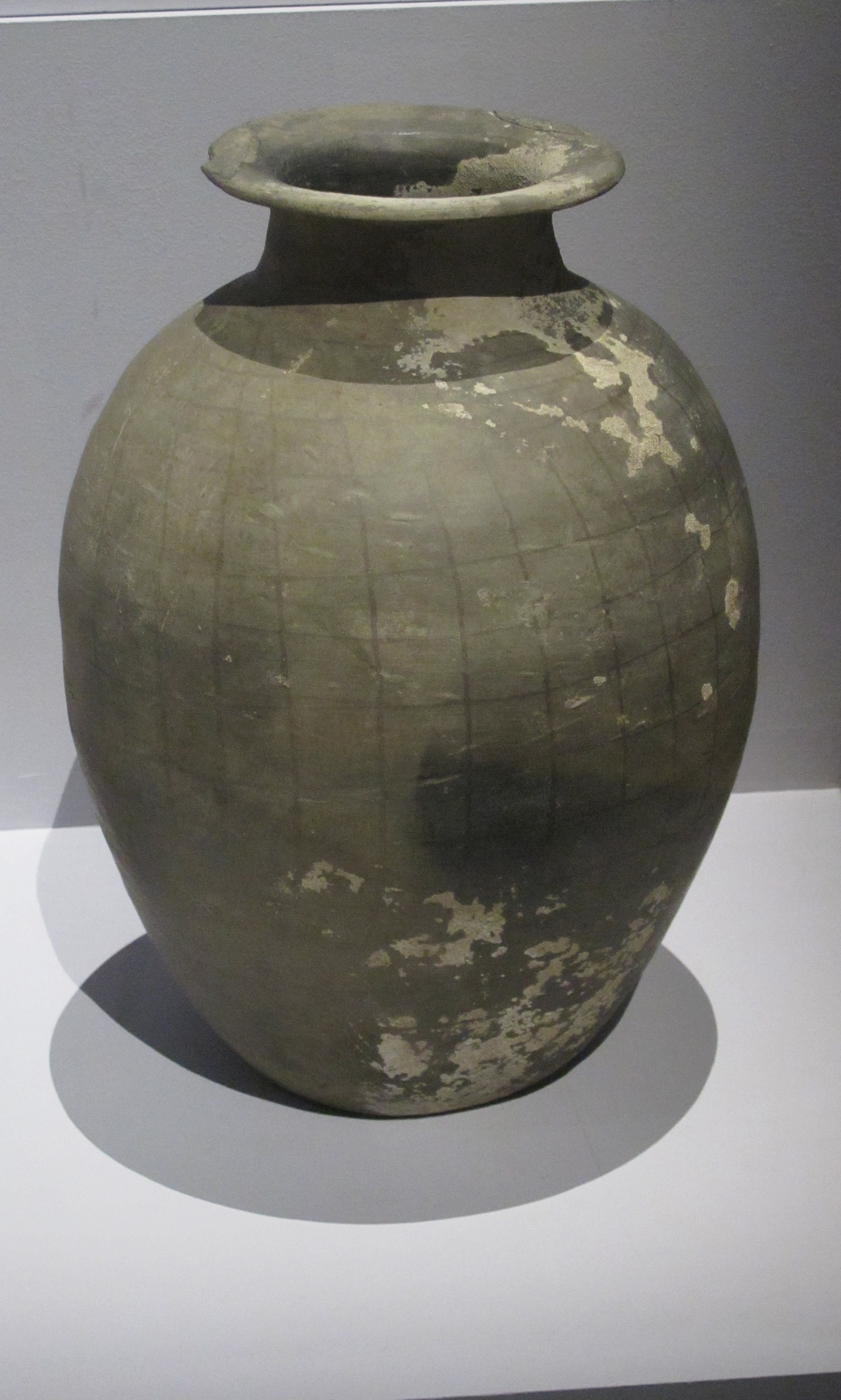
Jarre de Koguryo, VIe siècle. Grès[25] à décor en quadrillage. H. 35,7 cm. Pyongyang. Musée national de Corée
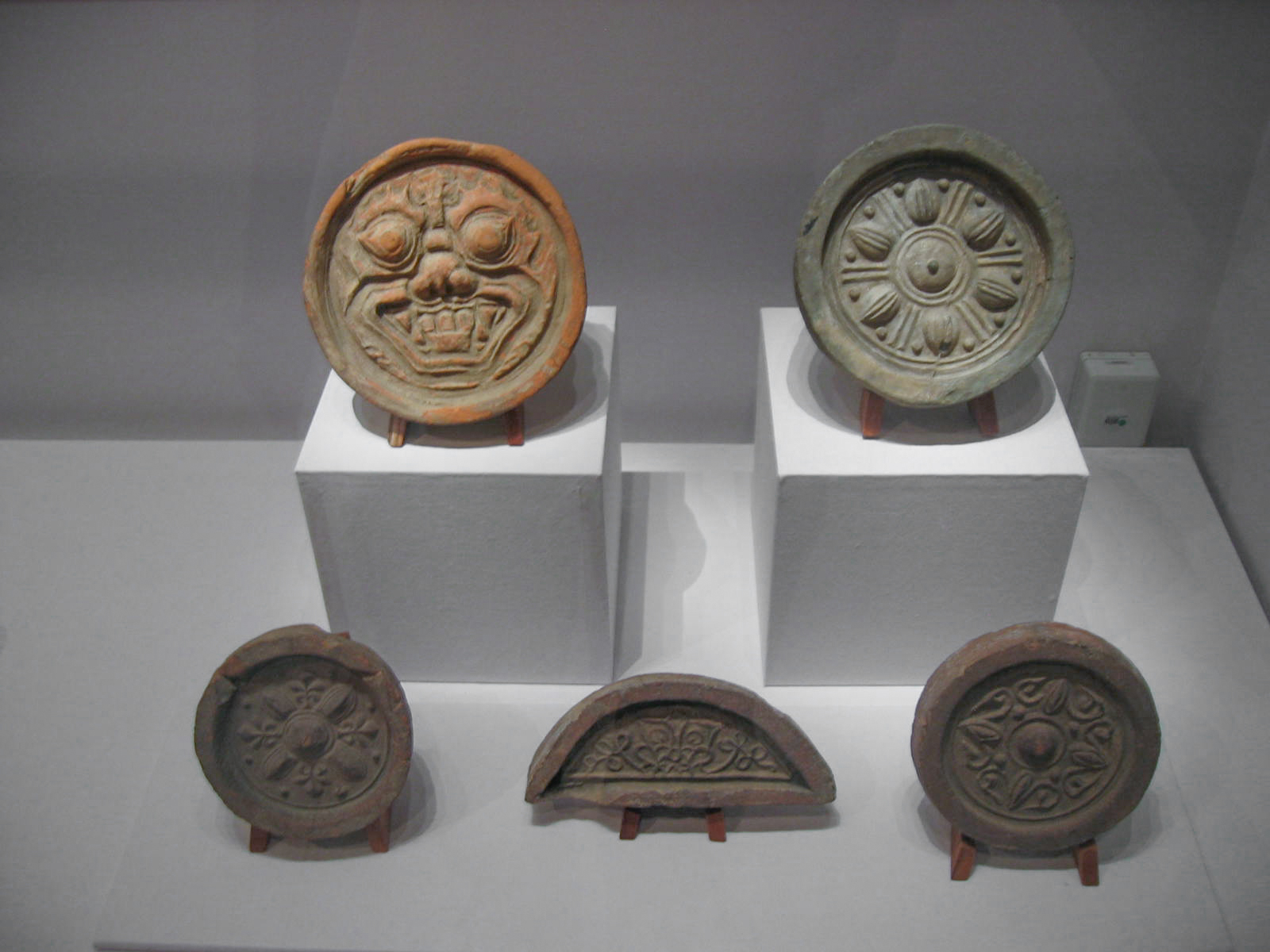
Embouts de tuiles moulés, bordure de toit. Musée national de Corée

Les embouts de tuiles apparaissent au IVe siècle. Circulaires ou semi-circulaires ils sont ornés de motifs de nuages, puis de fleurs de lotus, de chèvrefeuille ou de monstres (censés chasser les mauvais esprits ?). Les fleurs de lotus, qui remplacent les nuages à la fin du IVe siècle coïncident avec l'arrivée du bouddhisme. En 2008, les découvertes de ces objets ne se sont faites que sur des tombes parmi les plus anciennes, tumulus de pierres amoncelées sans plateforme à la base. Alors que leur étude en Corée du Sud s'est développée sur des sites de forteresses et de forts secondaires.

### Bronze
Parmi les nombreux objets que l'on retrouve dans les tombes, les harnachements de chevaux présentent une évolution significative. Ils sont introduits dans les dépôts funéraires à la fin du IIIe siècle, et sont répandus à partir du IVe siècle. Après le Ve siècle on en trouve aussi dans des habitations comme dans la forteresse des monts Bawangchao, (Jilin), tout comme dans les forts de la colline Bach'asan, au nord de Séoul. Puis, après le VIe siècle, ils disparaissent des offrandes funéraires.
Sur les peintures murales on trouve la représentation de casques à visière, de protections de nuque, d'armure pour le buste, des protège-jambes et tibias, des protèges-bras, mais les seuls objets découverts lors des fouilles sont des armures à lamelles/écailles [(en) scales] de bronze doré ou de fer, fixées sur une structure de cuir. Et, pour compléter ce harnachement : mors, étriers, selles, brides et ornements. Des ornements de carquois ont été exhumés de la tombe 1 à Maxiangou (Jilin).

### Monuments et peintures murales, art

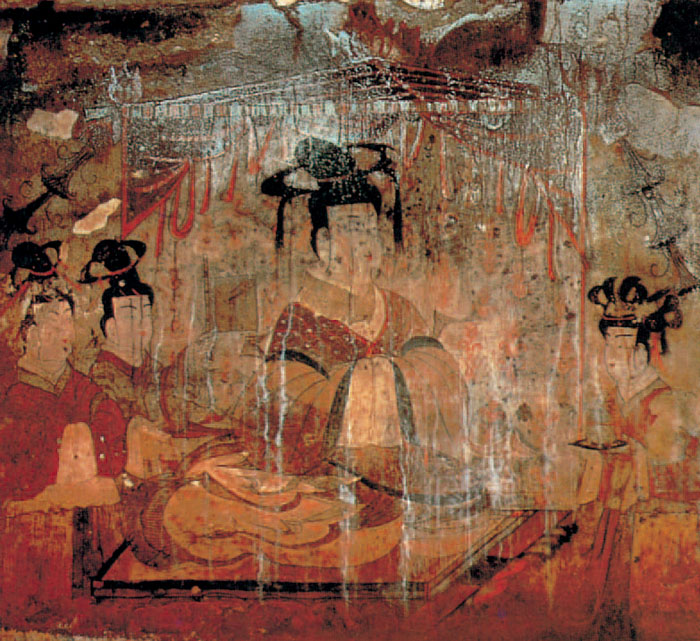
Femme du défunt de la tombe n°3 d'Anak.
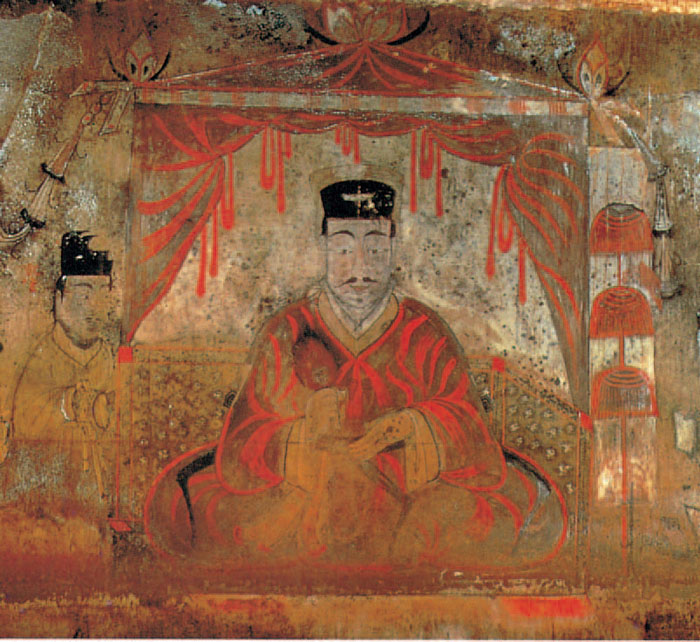
Un roi de Koguryo. Tombe d'Anak numéro 3, Hwanghae[29]. Probablement 371.
Peinture murale, scène de chasse. Tombe de Muyong, Koguryo. Ve siècle. Ji'an (Jilin), Chine.
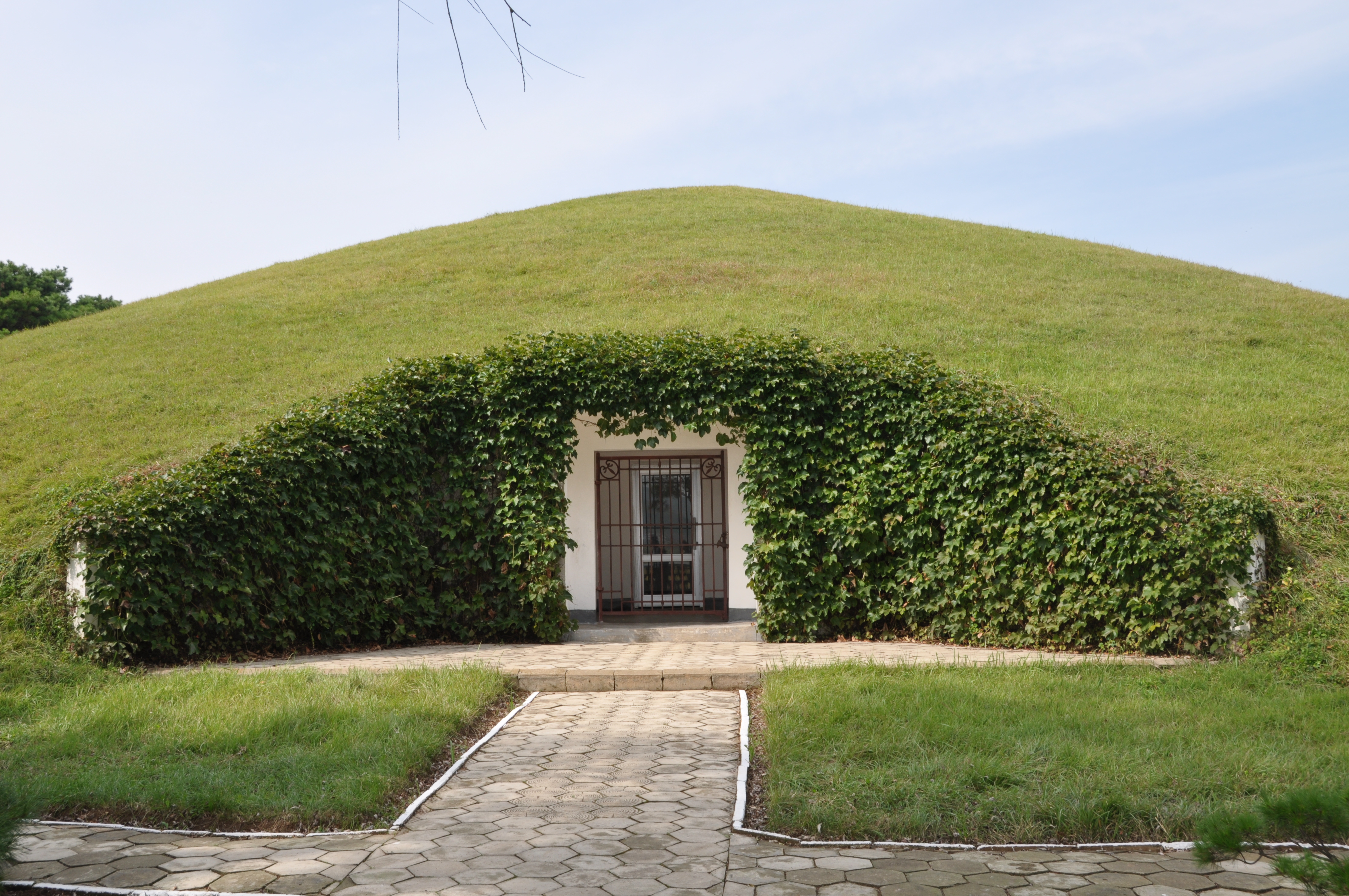
Une des trois tombes de Kangso (ou Gangseo) aux peintures murales préservées
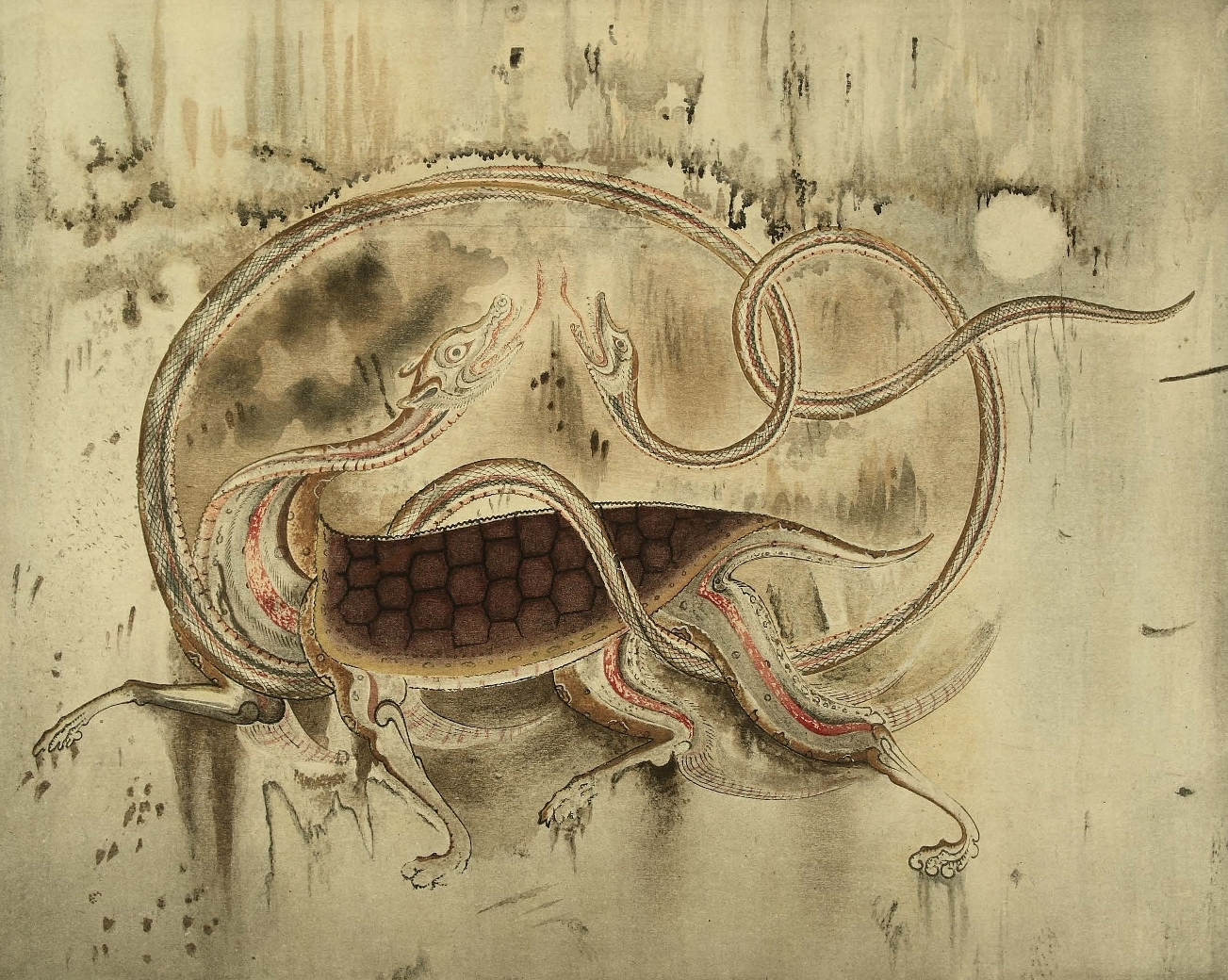
La Tortue noire du Nord. Divinité protectrice d'un point cardinal. Peinture murale d'une des trois tombes de Kangso
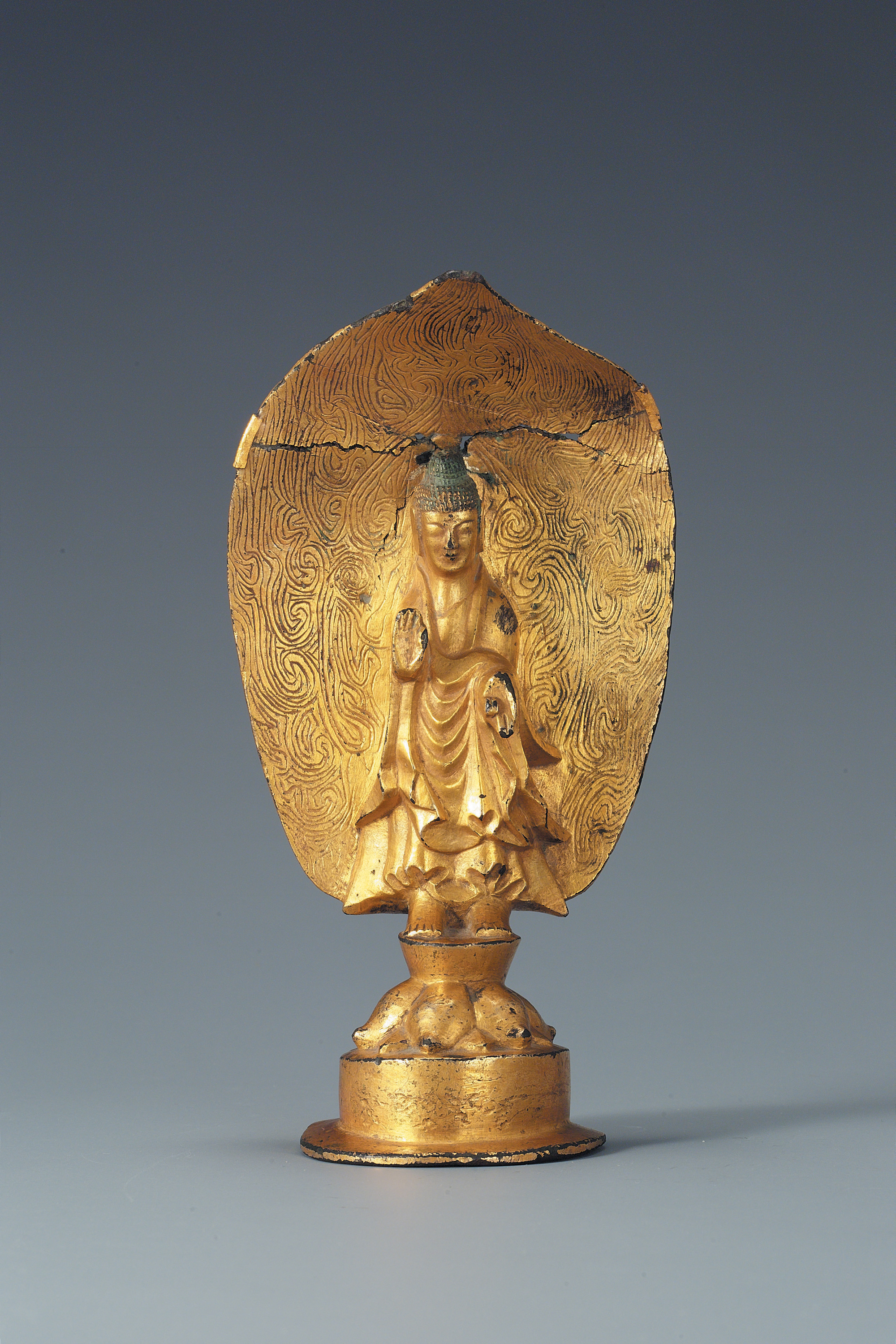
Yŏn'ga Bouddha. Bronze doré, H. 16,3 cm. Daté 539. National Museum of Korea.
Nu Wa, déesse de la lune. Peinture murale, tombe d'Ohoe, n°4, VIe – VIIe siècle. Ji'an (Jilin)

Des vestiges de châteaux, palais et de diverses constructions se retrouvent en Corée du Nord, dont des peintures dans des tombes. Quelques ruines sont également visibles en Mandchourie, par exemple celles d'Onyesan, qui aurait été la première ville de Koguryo.
Mais les principaux vestiges sont les tombes royales, notamment une soixantaine en Corée du Nord dans un rayon de 100 km autour de Pyongyang et de nombreuses en Chine. Il s'agit de tombes sous tumulus. Bien que la plupart aient été pillées par les Japonais pendant la période d'occupation (1910-1945), elles ont été inscrites au patrimoine mondial de l'humanité en 2004.
Des acquis culturels de cette période demeurent dans la culture coréenne actuelle. L'ondol, le système de chauffage ancien de Koguryo, par exemple - dont une première forme était apparue à l'Âge du bronze (env. 1500 - 300) - bien qu'amélioré, est toujours présent sous les planchers des maisons modernes.
Dans le domaine de l'art bouddhique, les contacts manifestes avec la dynastie Xianbei des Wei du Nord le long de la route du bouddhisme et de la soie, conduisent à la transposition dans l'art coréen de la stylisation des corps, avec une élongation des proportions et le traitement des robes monastiques en un éventail de plis tuyautés anguleux.

### Écriture

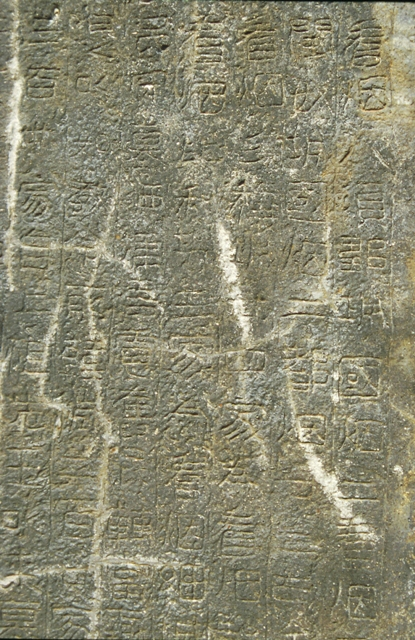
Stèle de Kwanggaet'o érigée en 414. Granit, H. 7 m. Chinois classique. Ji'an (Jilin), Chine
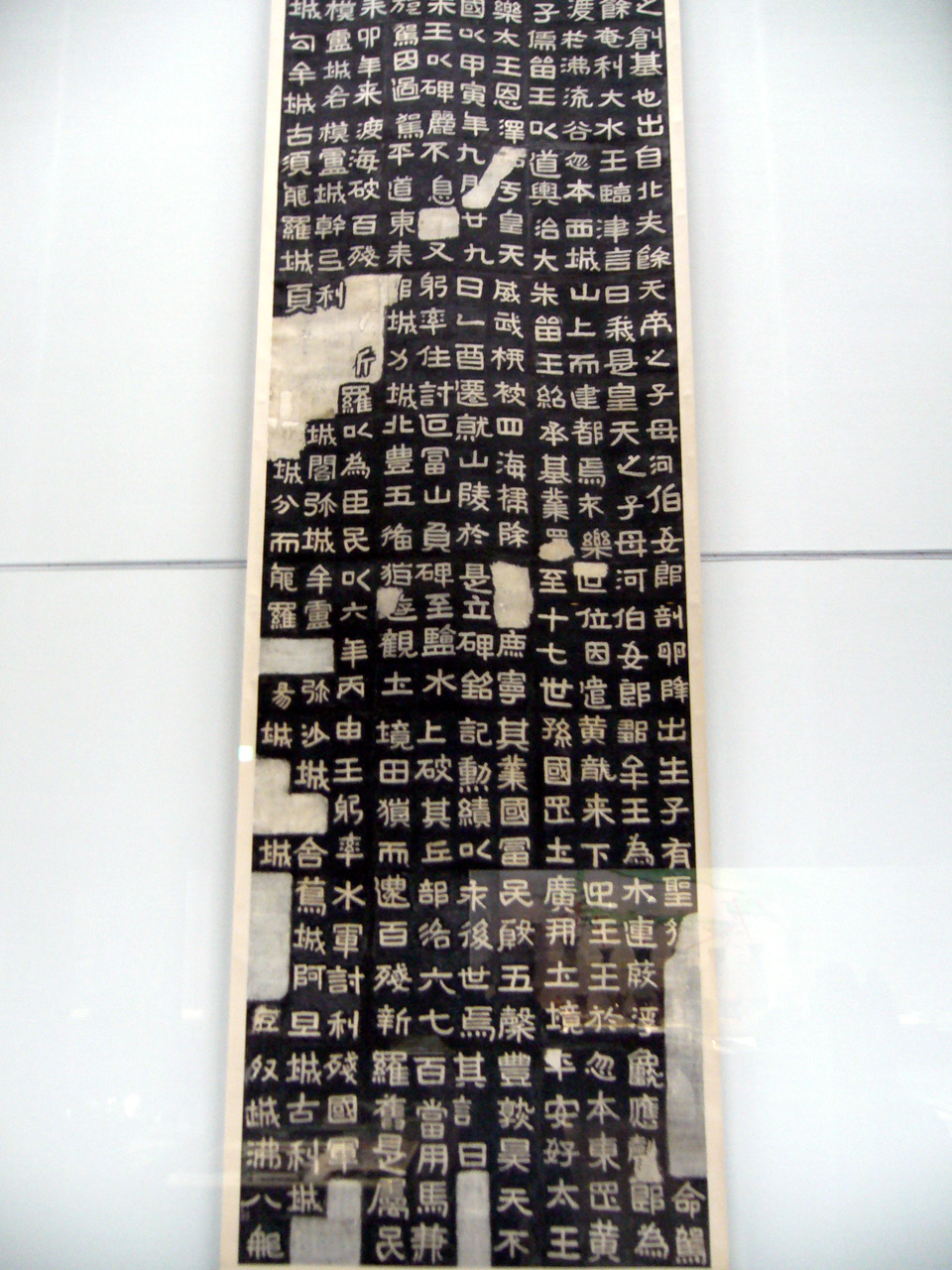
Restitution du texte dans ses caractères et avec ses lacunes, sous forme d'un estampage. Musée national de Kyūshū

### Langue
La langue koguryo est très mal connue : nous ne comprenons qu'un nombre limité de mots, sensiblement différents des langues toungouses. Les noms koguryo des fonctions gouvernementales sont néanmoins semblables à ceux de Paekche et de Silla. Les sources chinoises suggèrent que les langues koguryo et fuyu (langue du royaume Puyŏ), de l'Okjeo oriental, et du royaume Go-Joseon ancien (Corée ancienne, des IIe et IIIe millénaire av. J.-C.), sont similaires. On note également des ressemblances avec l'ancien japonais.
Les origines de certains mots koguryo se retrouvent dans le coréen ancien, mais la plupart ont été remplacés par leurs équivalents provenant de Silla. D'autres ressemblances peuvent être trouvées entre des mots koguryo et paekche. Certains linguistes proposent de le classer dans le groupe des langues Fuyu, créé pour l'occasion et comprenant les langues fuyu, koguryo, paekche ainsi que le japonais ancien. D'autres classent le koguryo parmi les langues altaïques.

## L'histoire réécrite auXXesiècle, pendant la période coloniale
En 1925, puis pendant la période coloniale, un Comité d'écriture de l'Histoire coréenne, parrainé par le Japon, réécrit l'histoire en faveur du Japon. La présence coréenne en Mandchourie, avec le royaume de Koguryo, est gommée ; les royaumes de Paekche et Gaya sont décrits comme des colonies japonaises avant la lettre.